# Най-непохватната вещица
„Най-непохватната вещица“ е поредица от детски романи, написана и илюстрирана от Джил Мърфи и публикувани от издателство „Пуфин“. Те са се превърнали в едни от най-успешните заглавия на „Пуфин“. От тази книга са продадени повече от 3 милиона копия. Мърфи започва да пише „Най-непохватната вещица“ едва 15-годишна.

## Историята
Внимание:  Текстът по-долу разкрива сюжета на произведението (или части от него)!
Милдрет Хъбъл е най-лошата и непохватна вещица, която академия Какъл някога е приемала зад стените си. Тя винаги прави това което си науми, без да го премисли и все се забърква в неприятности. Директорката госпожица Какъл смята, че Милдрет просто не се старае достатъчно, иначе е обикновено момиче. А заместник директорката мрази Милдрет Хъбъл и мечтае тя да напусне академията колкото се може по-скоро.
Други герои в книгите са: Етел Халоу (заклет враг на Милдрет) и приятелките на най-непохватната вещица. Мод е приятелка на Милдрет и е по-разумна от нея.

## Екранизации
По поредицата е филмиран едноименния британски телевизионен сериал.